# Селява азовська
{{#ifeq:0|0|{{#if:|{{#if:Alburnusleobergi|[[]}}|}}}}
Селява азовська, або шемая азовська (Alburnus leobergi) — риба родини ялецевих (Leuciscidae). Поширена у прісних і солонуватих водах басейну Азовського моря, з ізольованою популяцією в Цимлянському водосховищі на річці Дон. Бентопелагічна риба, сягає 40,3 см завдовжки.